# Дорожній фільм
Подоро́жній фі́льм, або дорожній фільм (роуд-муві, англ. road movie) — це жанр кіно, в якому сюжет зосереджений навколо подорожі, як правило, змінюючи обставини свого повсякденного життя.

## Історія
Жанр бере свій початок від усних і письмових оповідей чи казок про епічні подорожі, такі як Одіссея та Енеїда. Дорожній фільм має стандартний сюжет, який використовується сценаристами. Це свого роду історія виховання, в якій герой змінюється, зростає чи покращується морально протягом історії.
Зазвичай використовують два сюжетні ходи — квест чи погоня/втеча.

## Представники жанру в українському кінематографі
- «Продюсер» (2019)
- «Східняк» (2019)
- «Божественні» (2019)
- «Я, «Побєда» і Берлін» (2024)